# Chrysothlypis
Chrysothlypis es un género de aves paseriformes perteneciente a la familia Thraupidae que agrupa a dos especies nativas de la América tropical (Neotrópico), donde se distribuyen desde Costa Rica, por el este de América Central  y el noroeste de América del Sur, hasta el noroeste de Ecuador. A sus miembros se les conoce por el nombre común de tangaras y tamibén fruteros o chococitos.

## Etimología
El término genérico masculino Chrysothlypis se compone de las palabras del griego «khrusos»: oro, dorado, y «thlupis» pájaro desconocido, tal vez algún tipo de pinzón. En ornitología, thlypis se refiere a los parúlidos, o a tangaras de pico fino.

## Características
Las dos tangaras de este género son pequeñas, miden alrededor de 12 cm de longitud y se caracterizan por los colores brillantes de los machos, amarillo y negro (C. chrysomelas) o escarlata y blanco (C. salmoni), mientras que las hembras son muy parecidas entre las dos especies, mucho más opacas, de color oliváceo amarillento. Son poco comunes y habitan en el dosel y en los bordes de selvas húmedas de tierras bajas y de estribaciones montañosas.

## Taxonomía
La especie C. salmoni ya estuvo colocada en un género monotípico Erythrothlypis y algunos autores colocan en duda que las dos especies sean realmente congenéricas.
Los amplios estudios filogenéticos recientes comprueban que el presente género es próximo al par formado por Hemithraupis y Heterospingus, y el clado integrado por estos, es aliado al par formado por Chlorophanes spiza y Iridophanes pulcherrimus, conformando una subfamilia Hemithraupinae.

## Lista de Especies
Según las clasificaciones del Congreso Ornitológico Internacional (IOC) y Clements Checklist v.2019, el género agrupa a las siguientes especies con el respectivo nombre popular de acuerdo con la Sociedad Española de Ornitología (SEO):
| Imagen | Nombre científico         | Autor                         | Nombre común          | EC (*) |
| ------ | ------------------------- | ----------------------------- | --------------------- | ------ |
|        | Chrysothlypis chrysomelas | (P.L. Sclater & Salvin, 1869) | tangara negriamarilla | LC     |
|        | Chrysothlypis salmoni     | (P.L. Sclater, 1896)          | tangara rojiblanca    | LC     |

(*) Estado de conservación